# Bernhard Leipold
Bernhard Leipold (* 1972) ist ein deutscher Psychologe.

## Leben
Er studierte Psychologie an der Universität Trier (1993–1995) und an der FU Berlin (1995–1999) (Promotion (2004) an der FU Berlin, Habilitation (2014) an der Universität Hildesheim). Von 1999 bis 2001 war er wissenschaftliche Hilfskraft an der TU Dresden. Von 2001 bis 2005 war er wissenschaftlicher Mitarbeiter an der Freien Universität Berlin. Von 2005 bis 2013 war er wissenschaftlicher Mitarbeiter an der Universität Hildesheim (Professurvertretungen: HU Berlin, 2010; Universität Trier, 2010–2011; Universität Münster, 2011–2012). Seit 2013 vertrat er die Professur für Entwicklungs- und Gesundheitspsychologie an der Universität der Bundeswehr München. Seit 2016 lehrt er als Professor für Entwicklungs- und Gesundheitspsychologie an der Universität der Bundeswehr München.
Seine Forschungsschwerpunkte sind Stressbewältigung und Entwicklung von Resilienz (Widerstandskraft) im Erwachsenenalter, Bildung und Lernen im Erwachsenenalter und psychische Gesundheit und positives Altern.

## Schriften (Auswahl)
- Lebenslanges Lernen und Bildung im Alter. Stuttgart 2012, ISBN 3-17-017583-1.
- Resilienz im Erwachsenenalter. Mit 17 Abbildungen und 7 Tabellen. München 2013, ISBN 3-8252-4451-2.